# Giaura
Giaura is een geslacht van vlinders van de familie visstaartjes (Nolidae), uit de onderfamilie Chloephorinae.

## Soorten
- G. apicalis Hampson, 1894
- G. arethusa Fawcett, 1918
- G. bostrycodes (Bethune-Baker, 1911)
- G. brunneana Berio, 1974
- G. dakkaki Wiltshire, 1986
- G. fumata Berio, 1974
- G. idioptila D.S. Fletcher, 1963
- G. leucopasa Hampson, 1914
- G. leucophaea Hampson, 1905
- G. leucotis (Hampson, 1905)
- G. lia A.E. Prout, 1927
- G. lichenosa Hampson, 1896
- G. minor Hampson, 1896
- G. multipunctata Swinhoe, 1919
- G. murina Rothschild
- G. nigrescens Bethune-Baker, 1906
- G. nigrilineata Wileman & West, 1929
- G. nigrostrigata Bethune-Baker, 1905
- G. niphea Hampson, 1896
- G. niphostola Hampson, 1912
- G. niveidisca Hampson, 1894
- G. owgarra Bethune-Baker, 1906

- G. plumbeofusa Hampson, 1920
- G. punctata Lucas, 1890
- G. pura Bethune-Baker, 1906
- G. rebeli Tams, 1935
- G. repletana Walker, 1863
- G. robusta Moore, 1888
- G. sceptica Swinhoe, 1885
- G. sokotokai Robinson, 1969
- G. spinosa Robinson, 1975
- G. tetragramma Hampson, 1905
- G. tortricoides Walker, 1865
- G. venalis Bethune-Baker, 1906